# Valea lui Cati
Valea lui Cati – wieś w Rumunii, w okręgu Kluż, w gminie Ceanu Mare. W 2011 roku liczyła 105 mieszkańców.